# Commission consultative départementale de sécurité et d'accessibilité
 (août 2007).
Améliorez-le ou discutez des points à vérifier. 
La commission consultative départementale de sécurité et d'accessibilité, dont la structure actuelle date du décret n°95-260 du 8 mars 1995, est l'organisme compétent, à l'échelon départemental, pour donner des avis à l'autorité investie du pouvoir de police dans certains domaines où la sécurité des usagers des espaces publics pourrait être mise en jeu.
La loi du 11 février 2005 pour l'égalité des droits et des chances, la participation et la citoyenneté des personnes handicapées a eu un impact sur les missions de cette commission.

## Histoire

### Avant le décret de 1995
Les premiers prédécesseurs des commissions consultatives de sécurité et d'accessibilité ont été créés en 1939.
Il s'agit de la commission consultative de la défense passive et de la commission consultative départementale des hydrocarbures, créées respectivement par deux décrets du 30 janvier et 1er avril.
En 1951 est créée une commission de sécurité pour les magasins généraux. Puis le décret no 54-356 du 13 août 1954 institue une commission départementale de sécurité dans les établissements recevant du public.
Le décret no 55-1366 du 18 octobre 1955 établit des commissions départementales des épreuves sportives de véhicules à moteur.
Il existait enfin des commissions spéciales de lutte contre les incendies de forêts relevant de l'article 181 de l'ancien code forestier.
Le décret du 2 décembre 1965, dans son titre V (art. 12), regroupe ces différentes commissions en une seule commission consultative départementale de la protection civile.
En 1970, les attributions des anciennes commissions départementales des épreuves sportives de véhicules à moteur sont transférées aux commissions départementales de la circulation.
La Commission consultative départementale de sécurité et d'accessibilité procède de la fusion de ces commissions de la protection civile, et des commissions d'accessibilité des ERP neufs instituées par l'article 6 du décret no 78-109 du 1er février 1978 en application de la loi d'orientation en faveur des personnes handicapées du 30 juin 1975.
Soumises au décret no 85-988 du 16 septembre 1985, les commissions issues de cette fusion prennent d'abord le nom de commissions consultatives départementales de la protection civile, de la sécurité et de l'accessibilité.
Elles reçoivent alors une mission supplémentaire dans la vérification des établissements d'équitation, supprimée depuis.

### Le décret de 1995 et ses évolutions
La commission consultative départementale de sécurité et d'accessibilité est régie par le décret no 95-260 du 8 mars 1995.
Ce texte a notamment connu les évolutions suivantes.
- Décret no 97-645 du 31 mai 1997
- Décret no 2004-160 du 17 février 2004
- Décret no 2006-665 du 7 juin 2006
- Décret no 2006-1089 du 30 aout 2006 : il définit les nouvelles modalités de fonctionnement des commissions consultatives départementales de sécurité et d'accessibilité, notamment dans le domaine de l'accessibilité aux personnes handicapées (logements, établissements recevant du public, voirie publique ou privée, espaces publics) ; il est prévu que la commission consultative départementale pour la sécurité et l'accessibilité transmette annuellement un rapport de ses activités au conseil départemental consultatif des personnes handicapées.
- Décret no 2006-1658 du 21 décembre 2006
- Décret no 2007-1177 du 3 aout 2007, relatif aux études de sécurité publique.

## Objet de la commission
La commission consultative départementale de sécurité et d'accessibilité est l'organisme compétent, à l'échelon du département, pour donner des avis à l'autorité investie du pouvoir de police administrative dans les domaines suivants :
- La sécurité contre les risques d'incendie et de panique dans les établissements recevant du public et les immeubles de grande hauteur ;
- L'accessibilité aux personnes handicapées ;
- Les dérogations à certaines règles de prévention d'incendie et d'évacuation des lieux de travail ;
- La protection des forêts contre les risques d'incendie visées ;
- L'homologation des enceintes destinées à recevoir certaines manifestations sportives ;
- Les prescriptions d'information, d'alerte et d'évacuation permettant d'assurer la sécurité des occupants des terrains de camping et de stationnement de caravanes ;
- La sécurité des infrastructures et systèmes de transport.
- Prévenir et réduire les risques de sécurité publique et faciliter les missions des services de police, de gendarmerie et de secours dans le cadre de grandes opérations d'aménagement ou de la création d'établissement recevant du public de grande importance.

Ces avis ne lient pas l'autorité de police sauf dans le cas où des dispositions réglementaires prévoient un avis conforme.

## Composition

### Généralités
Dans chaque département, la commission est instituée par arrêté préfectoral. Le préfet peut en outre créer des sous-commissions spécialisées, des commissions d'arrondissement et des commissions communales ou intercommunales. En particulier doivent être créées des sous-commissions spécialisées pour les établissements recevant du public, l'accessibilité, les enceintes sportives, la sécurité publique...
La commission est présidée par le préfet, un autre membre du corps préfectoral ou le directeur du cabinet.
Plusieurs membres de la commission sont présents dans les sous-commissions autres que celle relative à l'accessibilité :
- le directeur ou le responsable du service des sécurités de la préfecture ou le chef du service interministériel de défense et de protection civile ;
- le directeur départemental de la sécurité publique ou le commandant du groupement de gendarmerie départemental ;
- le directeur départemental des services d'incendie et de secours ;
- le directeur départemental des territoires.

En outre, la commission accueille toujours le maire et / ou le président de l'établissement public de coopération intercommunale, ou un représentant, pour la commune concernée par le dossier étudié.

### Sous-commission départementale pour l'accessibilité des personnes handicapées
La sous-commission départementale pour l'accessibilité des personnes handicapées est composée :
- D'un membre du corps préfectoral ou du directeur des services du cabinet, président de la sous-commission, ;
- Du directeur départemental des affaires sanitaires et sociales et du directeur départemental des territoires ;
- De quatre représentants des associations de personnes handicapées du département ;
- Pour les dossiers de bâtiments d'habitation, de trois représentants des propriétaires et gestionnaires de logements ;
- Pour les dossiers d'établissements recevant du public et d'installations ouvertes au public, de trois représentants des propriétaires et exploitants d'établissements recevant du public ;
- Pour les dossiers de voirie et d'aménagements des espaces publics, de trois représentants des maîtres d'ouvrages et gestionnaires de voirie ou d'espaces publics ;
- Du maire de la commune concernée ou de l'un de ses représentants;

Avec voix consultative, du chef du service départemental de l'architecture et du patrimoine ou des autres représentants des services de l'État, membres de la commission consultative départementale de sécurité et d'accessibilité, mais dont la présence s'avère nécessaire pour l'examen des dossiers inscrits à l'ordre du jour.

### Sous-commission départementale pour la sécurité dans les ERP et les IGH
La sous-commission départementale pour la sécurité dans les ERP et les IGH est composé comme suit.
Sont membres avec voix délibérative pour tous les établissements recevant du public et les immeubles de grande hauteur les personnes énumérées ci-après ou leurs suppléants :
- Le directeur ou le responsable du service des sécurités de la préfecture ou le chef de service interministériel de défense et de protection civile ;
- Le directeur départemental de l'équipement ;
- Le directeur départemental des services d'incendie et de secours.

Sont membres avec voix délibérative en fonction des affaires traitées :
- Le maire de la commune concernée ou l'adjoint désigné par lui ;

- Les autres représentants des services de l'Etat, membres de la commission consultative départementale de sécurité et d'accessibilité dont la présence s'avère nécessaire pour l'examen des dossiers inscrits à l'ordre du jour.

Est membre avec voix délibérative : 
- Le directeur départemental de la sécurité publique ou le commandant du groupement départemental de gendarmerie selon les zones de compétence pour les établissements recevant du public de 1re catégorie, pour les immeubles de grande hauteur, pour les établissements recevant du public dont la liste est fixée par arrêté du ministre de l'intérieur et, le cas échéant, sur décision du préfet pour tout autre établissement.

### Sous-commission départementale pour l'homologation des enceintes sportives
Outre les membres siégeant dans toutes les sous-commissions relatives à la sécurité
- Un représentant du comité départemental olympique et sportif
- Un représentant des fédérations sportives concernées
- Le représentant de l'organisme professionnel de qualification en matière de réalisations de sports et de loisirs
- Trois représentants des associations de personnes handicapées.

### Sous-commission départementale pour la sécurité des occupants des terrains de camping et de stationnement de caravanes
Outre les membres siégeant dans toutes les sous-commissions relatives à la sécurité
- Le directeur régional de l'environnement, de l'aménagement et du logement
- Un représentant des exploitants

Dans cette formation, le directeur départemental de la sécurité publique ou le commandant du groupement de gendarmerie départemental ne siège que si le préfet le décide.

### Sous-commission départementale pour la sécurité contre les risques d'incendie de forêt, lande, maquis et garrigue
Outre les membres siégeant dans toutes les sous-commissions relatives à la sécurité
- le directeur régional de l'alimentation, de l'agriculture et de la forêt ;
- le directeur de l'Office national des forêts ;
- le directeur régional de l'environnement, de l'aménagement et du logement ;
- un administrateur du centre régional de la propriété forestière ;
- à titre consultatif :
  - le président de la chambre d'agriculture ;
  - le président du syndicat des propriétaires sylviculteurs ;
  - le président de l'association de défense des forêts contre l'incendie ;
  - le président de l'Office départemental du tourisme ;
  - un représentant des comités communaux des feux de forêts.

### Sous-commission départementale pour la sécurité des infrastructures et systèmes de transport
Outre les membres siégeant dans toutes les sous-commissions relatives à la sécurité
- le directeur régional de l'environnement, de l'aménagement et du logement ;
- un représentant du conseil départemental.

### Sous-commission départementale pour la sécurité publique
Outre les membres siégeant dans toutes les sous-commissions relatives à la sécurité, trois personnes qualifiées, représentant les constructeurs et les aménageurs, désignées par le préfet.